# Janov (Boêmia Central)
Janov é uma comuna checa localizada na região da Boêmia Central, distrito de Rakovník.